# 7924 Simbirsk
7924 Simbirsk eller 1986 PW4 är en asteroid i huvudbältet som upptäcktes den 6 augusti 1986 av det rysk-sovjetiska astronomparet Nikolaj och Ljudmila Tjernych vid Krims astrofysiska observatorium på Krim. Den har fått sitt namn efter den då sovjetiska staden Uljanovsk, som tidigare hetat Simbirsk.
Asteroiden har en diameter på ungefär 12 kilometer och den tillhör asteroidgruppen Themis.